# L'isola del peccato (film 1929)
L'isola del peccato (The Manxman) è un film muto del 1929 diretto da Alfred Hitchcock. Il film, basato su un romanzo sentimentale del 1894 di Hall Caine, è stato l'ultimo film muto diretto da Hitchcock prima della sua transizione al cinema sonoro con Ricatto.

## Trama
Pete e Kate si amano ma il papà di lei, l'oste Cesare, non vuol saperne perché lui non è quel che si dice un buon partito, al contrario dell'amico d'infanzia di Pete, Phil, con una brillante carriera "dinastica" di giudice ad attenderlo.
Pete non si dà per vinto e decide di imbarcarsi allo scopo di procacciarsi i mezzi economici per potersi sposare con l'amata. Strappa a Kate la promessa di aspettarlo e chiede a Phil di badare a lei... Come affidare "la pecora al lupo". Dapprima dato per morto, torna ricco e sposa Kate che presto gli dà una bambina... ma di Phil.
Kate non ce la fa più a mentire e rifiutata da Phil, che pensa più alla carriera, tenta il suicidio. Salvata da un agente di polizia Kate è condotta dinanzi alla corte presieduta da Philip. Dopo il risoluto rifiuto della donna di accettare la via d'uscita offertale dal giudice, cioè il ritorno al tetto coniugale, è Cesare, tra lo stupore del pubblico, a rivelare la verità. Philip sarà costretto ad assumersi le proprie responsabilità lasciando la carica e l'isola, nel disprezzo generale. Pete tornerà al lavoro di pescatore.

## Produzione
Quarto film per la casa cinematografica British International Pictures; distribuzione Wardour.

### Soggetto
Adattamento di un romanzo di Hall Caine.

### Cast
Il muscoloso Carl Brisson ritorna protagonista di un triangolo amoroso dopo Vinci per me! (The Ring, 1927). Accanto a lui la stupenda Anny Ondra, all'epoca ventisettenne, scritturata dal regista anche per il successivo film Ricatto (Blackmail, 1929), che comunque è dello stesso anno; nella parte dell'amico-rivale Malcolm Keen, già interprete del protagonista dell'Aquila della montagna e del poliziotto-fidanzato del Pensionante.

### Riprese
Fu girato nell'autunno del 1928 in esterno in Cornovaglia e in studio a Elstree. Contemporaneamente uscì il primo film sonoro Il cantante di jazz presentato a Londra il 27 settembre 1928. Hitchcock era irritato per l'impossibilità di realizzare il film con il sonoro che aveva intenzione di sperimentare.

### Luoghi
L'isola teatro del Tourist Trophy, location di moltissimi film, l'Isola di Man, sarebbe dovuta essere, secondo il popolare romanzo di Hall Caine, l'ambientazione di questo film del 1929, l'ultimo film muto di Hitchcock.. In realtà le riprese degli esterni furono effettuate nell'autunno del 1928 in una località della Cornovaglia, Polperro, e dintorni, più facilmente accessibile per il regista che non si voleva allontanare troppo da Londra.

### Notizie biografiche
Qualche mese prima, il 7 luglio, Hitchcock era divenuto padre di Pat. Sopraffatto dall'emozione, se n'era fuggito per le strade di Londra nel bel mezzo del travaglio della moglie. Un'eco di questi fatti è stata colta nella particolare attenzione dedicata dal regista alla rappresentazione dell'ansiosa attesa di Pete e delle successive amorevoli cure da lui dedicate alla neonata.

## Distribuzione
Distribuito dalla Wardour Films, uscì nelle sale cinematografiche britanniche il 21 gennaio 1929 con il titolo originale The Manxman. Negli Stati Uniti, il film fu distribuito dalla Sono Art-World Wide Pictures il 16 dicembre 1929.

### Prima
La prima a Londra si ebbe nel gennaio del 1929.

### Accoglienza
Donald Spoto informa che quando il film fu distribuito "al pubblico piacque moltissimo" e il Bioscope del 23 gennaio 1929 ne lodò «la grande efficacia e l'intreccio avvincente».

### Critica
Hitchcock dichiara a Truffaut "il film era molto mediocre, privo di umorismo". Una parte della stampa dell'epoca non lo comprese perché si aspettava da Hitchcock un tono brillante. Il giudizio è ritenuto ingeneroso da molti altri critici.

### Temi e tecnica cinematografica
Rohmer e Chabrol ritengono che sia un film che va dritto al bersaglio. Hitchcock si è sforzato di estrarre dal melodramma il nucleo morale che lo affascina. "Perde l'anima l'uomo che vuol scendere a patti con se stesso" è la citazione dopo i titoli di testa che annuncia il significato morale dell'opera.
La regia è imperniata sui volti, sugli sguardi. Ad esempio quando Pete attende, prima di partire, di sapere da Kate se lo aspetterà e lei cambia idea parecchie volte "la luce intermittente del faro illumina l'indecisione dipinta sul suo volto."
Hitchcock rivela "un pessimismo che non salva nulla, né sul piano degli affetti privati... né su quello delle pubbliche istituzioni"
"Se gli ambienti si riducono al solo spazio di un'isola, la forza delle passioni e degli scontri si dilata enormemente proprio a causa della limitatezza spaziale. Il dolore, la vergogna, l'amore, la viltà, la fiducia si scontrano con violenza nei luoghi solitari dell'isola di Man".
"Innanzitutto ha riguardo al sesso una franchezza sorprendente" La protagonista, interpretata con le straordinarie qualità dall'attrice Anny Ondra, all'inizio è un personaggio "gaio e seducente", come subentra la passione si trasforma in una donna "viva, sensuale, del tutto attendibile come oggetto del conflitto passionale fra i due amici di infanzia" e quando il fidanzato ritorna "è come un uccello in gabbia che cerca disperatamente la fuga, palpitante, istintiva, una creatura dei sensi piuttosto che un prodotto della società".